# Савченко, Олег Владимирович
Оле́г Влади́мирович Са́вченко (род. 25 октября 1966, Ленинград) — российский предприниматель и управленец, депутат Государственной думы IV, V, VI и VIII созывов.
Из-за вторжения России на Украину, находится под международными санкциями Евросоюза, США, Великобритании и ряда других стран

## Биография
Олег Савченко 25 октября 1966 года родился в Ленинграде. Его отец был главным инженером Харьковского авиационного завода, и детство Савченко прошло на Украине. Высшее образование Савченко продолжил в Москве — в 1989 году окончил факультет «Вооружение летательных аппаратов» Московского авиационного института по специальности «Автоматические системы и приводы». Является кандидатом технических наук, позднее стал лауреатом Государственной премии за внедрение безотходного метода производства подшипниковых колец.
Ещё в школьные годы Олега Савченко приметили харьковские тренеры по гандболу. К последним классам он уже выступал за молодёжную сборную Украины. В институтские годы, переехав в Москву, продолжил играть, теперь уже за сборную МАИ. Получил звание мастера спорта по гандболу. В период с 1991 по 1992 год выступал за один из гандбольных клубов Испании из города Сеута. Его партнёры по игре Александр Москаленко и Артём Зуев в дальнейшем стали его бизнес-партнёрами.

### Предпринимательская карьера
С возвращением в Россию Олег Савченко занялся предпринимательством. Заложив квартиру, организовал поставки компьютеров из Сингапура. Затем Савченко начал поставлять лекарства из Испании. В 1995 году вместе с изобретателем безотходного метода производства подшипниковых колец учёным Гурами Дзанашвили учредил Московское научно-информационное агентство «Подшипник».
Затем через свою инвесткомпанию «Мате Оки» Савченко стал участвовать в сделках по купле-продаже акций, в том числе таких промышленных активов, как «Кузнецкие ферросплавы», «Домодедовские авиалинии», волгоградский «Химпром» и местный тракторный завод.
В 1997 году компания Олега Савченко выиграла конкурс на разработку золота на Майском месторождении на Чукотке. В 1998 году губернатор Чукотского АО Александр Назаров пригласил Савченко возглавить Фонд экономического развития Чукотского автономного округа, который занимался обеспечением региона продовольствием и нефтепродуктам. Там же на Чукотке Савченко познакомился с Романом Абрамовичем, ставшим новым губернатором. В 2003 году он по договорённости с Абрамовичем уступил свои 70 % в месторождении золотодобывающей компании Highland Gold бывшего члена совета директоров «Сибнефти» Ивана Кулакова.
Одновременно с проектами на Чукотке Олег Савченко собрал контрольный пакет акций Волжского подшипникового завода, в 1999 году возглавил совет директоров предприятия. В 2000 году был создан объединивший несколько крупных предприятий холдинг «Русская подшипниковая компания». В него вошли научно-техническое предприятие «Мета», работающее на базе Пензенского подшипникового завода, Московский и Волжский подшипниковые заводы и торговый дом «Подшипник» в городе Волжский. В дальнейшем холдинг получил название «Европейская подшипниковая корпорация». Позднее к ним присоединились Самарский, Саратовский заводы и Степногорский завод в Казахстане. На скупку предприятий ушло порядка 150 млн долларов, на модернизацию — ещё около 75 млн. К 2008 году ЕПК занимала 47-55 % российского рынка подшипников. В начале 2008 года 50 % корпорации у Савченко и его партнёра Александра Москаленко выкупили структуры Романа Абрамовича.
К 2017 году Олег Савченко и его партнёры Олег Жизненко, Иван Тырышкин, Александр Москаленко получили контроль над 30 % российского рынка реестродержателей и владели двумя из трёх крупнейших регистраторов: в 2015 на паритетных началах они выкупили у австралийцев российскую «Computershare», вернув ей прежнее название «Независимая регистраторская компания», в декабре 2016 году выкупили «Р.O.С. Т.» у Millhouse.

### Политическая деятельность
В 2000 году Олег Савченко участвовал в выборах губернатора Волгоградской области, набрал 28,47 % голосов избирателей и уступил около 8 % Николаю Максюте. После Чукотки Савченко работал советником губернатора Ненецкого автономного округа Владимира Бутова и возглавлял созданный по инициативе губернатора Ненецкий трубопроводный консорциум.
В 2003 году Савченко по предложению центрального аппарата «Единой России» возглавил волгоградское отделение партии и местный избирательный список партии на выборах в Государственную думу IV созыва. Был избран в составе избирательного объединения партия «Единство» и «Отечество» — Единая Россия, входил в думский комитет по промышленности. Вторую попытку избраться в губернаторы Савченко предпринял в декабре 2004 года, но перед вторым туром снял свою кандидатуру.
В 2007 году был избран депутатом Государственной думы V созыва. Был членом комитета Госдумы по промышленности, строительству и наукоёмким технологиям.
В 2011 году был избран депутатом Государственной думы VI созыва. Входил во фракцию «Единая Россия». Участвовал в комитете Госдумы по промышленности. В январе 2015 года вместе с депутатом Александром Сидякиным отправился в Антарктиду, запланировав подняться на пик Винсона и водрузить флаг России. Несмотря на крайне неблагоприятные погодные условия, депутаты установили российский флаг на самой высокой точке континента.
В 2016 года Савченко вышел из состава «Единой России», после того как по итогам праймериз «Единой России» не был включён в избирательные списки к выборам в Госдуму VII созыва. В июле он был включён в избирательные списки «Российской партии пенсионеров за справедливость» (РППС), однако уже в конце месяца на внеочередном съезде партии в числе нескольких бывших депутатов и губернаторов был из списка исключён.
По состоянию на 2020 год является депутатом Волгоградской областной Думы от партии «Единая Россия». Занимает пост председатель комиссии по вопросам реализации национальных проектов и приоритетных проектов развития Волгоградской области, входит в состав комитета по бюджетной и налоговой политике и комитета по аграрной политике и земельным отношениям.
в 2020 году вошёл в рейтинг «100 богатейших госслужащих и депутатов» по версии журнала Forbes и занял там 10 место. .
Как депутат государственной думы не голосовал за законопроект об освобождении от оплаты жилых помещений и коммунальных услуг ветеранов Великой Отечественной войны.

## Санкции
23 февраля 2022 года внесён в санкционные списки стран Евросоюза за действия и политику, которые подрывают территориальную целостность, суверенитет и независимость Украины и еще больше дестабилизируют Украину.
24 февраля 2022 года включён в санкционный список Канады «близких соратников режима» за голосование о признании независимости «так называемых республик в Донецке и Луганске».
24 марта 2022 года, на фоне вторжения России на Украину, включён в санкционный список США за «соучастие в войне Путина» и «поддержку усилий Кремля по вторжению в Украину», Госдеп США заявил что депутаты Госдумы используют свои полномочия для преследования инакомыслящих и политических оппонентов, нарушают свободу информации, ограничивают права человека и основные свободы граждан России.
Позднее, по аналогичным основаниям, включён в санкционные списки Великобритании, Швейцарии, Австралии, Японии, Украины и Новой Зеландии.

## Увлечения
Олег Савченко увлекается спортом, экстремальным отдыхом и трекингом по горам. Покорил высочайшие вершины Южной Америки и Антарктиды. Помимо гандбола, занимался сноубордом и сёрфингом.
Коллекционирует российскую батальную живопись 1810–1860-х.
В декабре 2002 года в Москве открылся крупнейший в Европе скейт-парк. Инвесторами выступили «Европейская подшипниковая корпорация» и сеть специализированных магазинов «Адреналин», также принадлежащая Савченко.

## Полемика
Период деятельности депутата связан с посещением Савченко и Сидякиным Антарктиды в 2015 году. Претензии к депутатам были связаны с предполагаемым нарушением закона относительно коммерческой деятельности в Антарктиде, высокой стоимостью поездки (называлась сумма 3,5 миллионов рублей с человека) и отсутствием депутатов на рабочем месте во время тяжёлой экономической ситуации. Впоследствии информация о высокой стоимости поездки была опровергнута. .
РСН делала запрос в комитет Государственной Дума по вопросам депутатской этики. Позже запрос был снят.